# 安固石亭
安固石亭，位于中国福建省惠安县涂寨镇岩峰顶东山村，建于北宋端拱年间（988—989年），原为古道凉亭，亭面阔三间7.35米，进深三间8.7米，由16根粗大的方形石柱架成。四根金柱，边长0.55米，高3.15米；椽柱十二根，边长0.4米，高2.4米。金柱与椽柱间有横梁相连，椽柱、角柱上有栌斗。亭顶为石板四坡顶。该亭于清光绪年间（1875—1908年）加筑重檐歇山式屋顶及扩建拜亭的山门。
1996年9月2日公布为第四批福建省文物保护单位。